# Jeux des îles de l'océan Indien 1998
Navigation
Édition précédente Édition suivante
Les Jeux des îles de l'océan Indien 1998 sont des jeux sportifs qui ont eu lieu en août 1998 à La Réunion. Il s'agit de la cinquième édition des Jeux des îles de l'océan Indien, une compétition reconnue par le Comité international olympique et impliquant une demi-douzaine d'îles du sud-ouest de l'océan Indien depuis 1979. La mascotte officielle est Bayoun, un tangue anthropomorphe.

## Tableau des médailles
Le tableau suivant présente le bilan par nation des médailles obtenues lors de ces Jeux.
| Rang | Nation     | Or | Argent | Bronze | Total |
| ---- | ---------- | -- | ------ | ------ | ----- |
| 1    | La Réunion | 73 | 65     | 50     | 188   |
| 2    | Maurice    | 49 | 44     | 61     | 154   |
| 3    | Madagascar | 41 | 39     | 50     | 130   |
| 4    | Seychelles | 13 | 22     | 34     | 69    |
| 5    | Comores    | 0  | 1      | 6      | 7     |
| 6    | Maldives   | 0  | 1      | 1      | 2     |